# Den siste mohikanen (film)
Den siste mohikanen (engelska: The Last of the Mohicans) är en amerikansk äventyrsfilm från 1992, i regi av Michael Mann. Filmen är baserad på James Fenimore Coopers roman med samma namn från 1826. I huvudrollerna ses Daniel Day-Lewis och Madeleine Stowe.

## Handling
Falköga (Daniel Day-Lewis) är en engelsman som blir uppfostrad av mohikanindianer. 
Hans föräldrar blev dräpta av fransmän, och han hittas av Chingachook (Russell Means) hos två franska pälsjägare. Chingachook adopterar honom och Falköga blir blodsbroder med Uncas (Eric Schweig). Falköga är en skicklig spanare och en stor jägare. I strid använder han en lång bössa, som döps till Hjortdödaren. 
I kriget beger sig indianerna och Falköga västerut mot Can-tuck-ee. På vägen dit hittar de en engelsk major och två damer. Dessa hade hamnat i ett bakhåll som ordnats av Magua (Wes Studi), en av huronernas största krigare. Falköga eskorterar engelsmännen till Fort William Henry där han dock blir fängslad för uppvigling. När fortet tvingas kapitulera för fransmännen blir Falköga fransmännens fånge.

## Rollista i urval
- Daniel Day-Lewis – Falköga
- Madeleine Stowe – Cora Munro
- Russell Means – Chingachgook, den siste mohikanen
- Eric Schweig – Uncas
- Jodhi May – Alice Munro
- Steven Waddington – Duncan Heyward, major
- Wes Studi – Magua
- Maurice Roëves – Edmund Munro, överste
- Pete Postlethwaite – Beams, kapten

## Produktion och mottagande
Filmen baseras på boken Den siste mohikanen av James Fenimore Cooper. Boken bearbetades först av John L. Balderston, Paul Perez och Daniel Moore, sedan överförde Michael Mann och Christopher Crowe bearbetningen till ett filmmanus. Manusförfattarna hade även hjälp av Philip Dunnes manus från 1936 års filmatisering. 
Filmen belönades med en Oscar för bästa ljud.